# Nový hrad (okres Břeclav)
Nový hrad u Horních Věstonic (též Neuhaus) stával jihovýchodně od obce Horní Věstonice v katastrálním území Klentnice.

## Historie
Hrad nechal po roce 1368 postavit moravský markrabě Jan Jindřich. Jeho funkcí bylo střežit cestu do Rakous, která u Mušova vedla přes Dyji, a také sloužil jako opěrný bod proti Lichtenštejnům. Roku 1380 jej Jošt prodal Lichtenštejnům. Roku 1411 je jako purkrabí uváděn Oldřich Střelec. Při tažení husitů do Rakous roku 1426 byl hrad zničen a poté již neobnoven.

## Popis
Hrad byl postaven na skalisku, přičemž přístupová cesta vedla od severovýchodu, kterou přerušoval příkop. Nad ním se nachází pahorek a na něm plocha v podobě lichoběžníku (22 × 10–17 m), kde se nacházelo blíže neznámé opevnění. Fortifikace, kterou Miroslav Plaček označuje za předhradní akropoli, střežila předhradí, jež se nacházelo jižním a východním směrem. Za předhradím byl vybudován příkop široký 18 m, který jej odděloval od jádra hradu. Na centrální část jádra, kde pravděpodobně stála věž, vedla cesta po mostě přes příkop. Severním směrem se nachází skála beze stop zástavby a jihojihozápadně plošina, kde pravděpodobně stál palác.